# ديسكو إليسيوم
ديسكو إليسيوم (بالإنجليزية: Disco Elysium)‏ هي لعبة فيديو تقمص الأدوار صدرت على جهاز مايكروسوفت ويندوز في أكتوبر 2019 وعلى ماك أو إس في أبريل 2020.